# Geschichte der römisch-katholischen Kirche
Die römisch-katholische Kirche versteht sich gemeinsam mit den orthodoxen Kirchen als die Kirche Jesu Christi in ungebrochener geschichtlicher Kontinuität seit dem 50. Tag nach der Auferstehung (Pfingsttag), an dem gemäß dem Neuen Testament der Heilige Geist über die Apostel kam (Apg 2,1ff.).

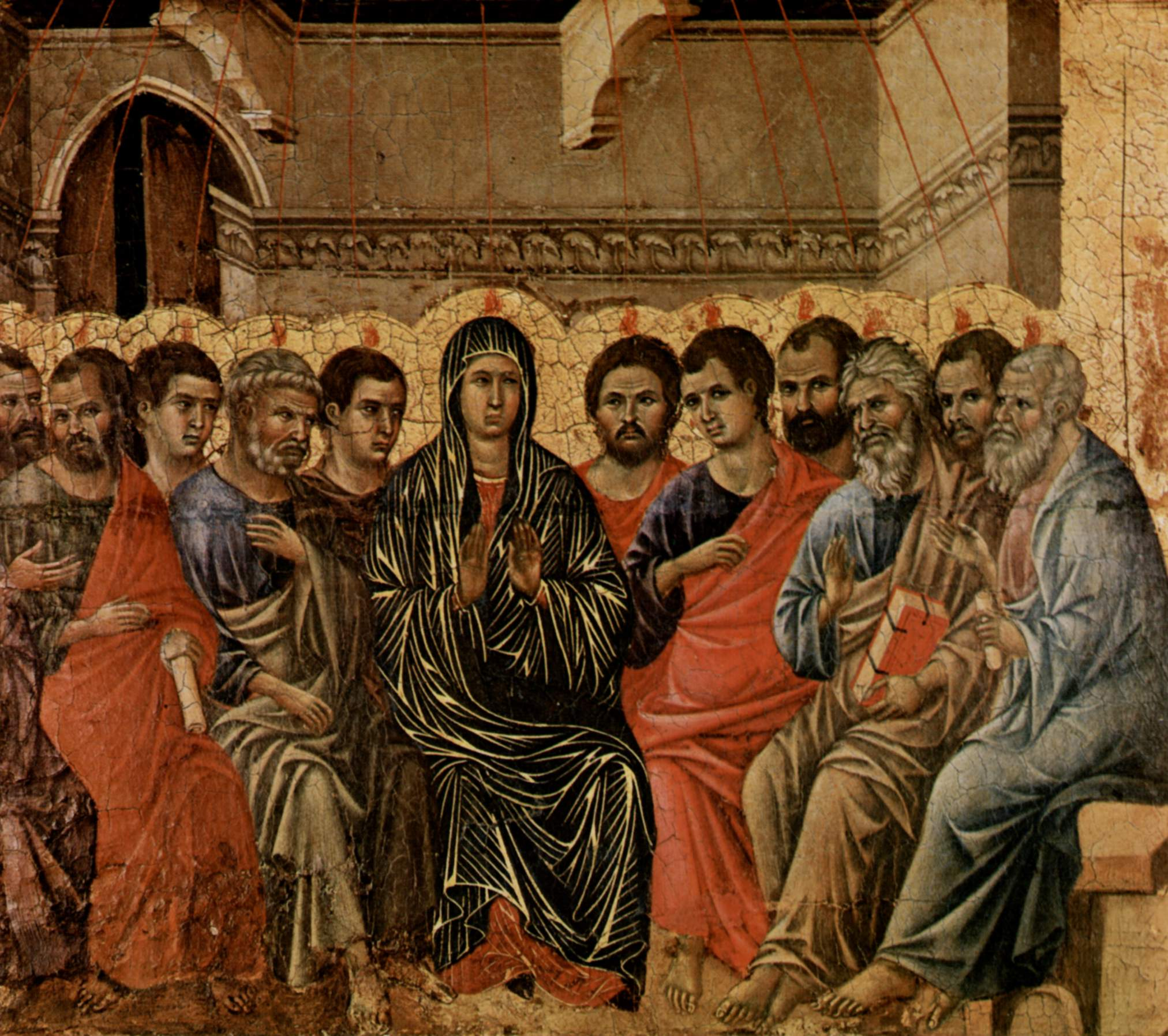
Der Gründungstag der Kirche:
Das Pfingstwunder

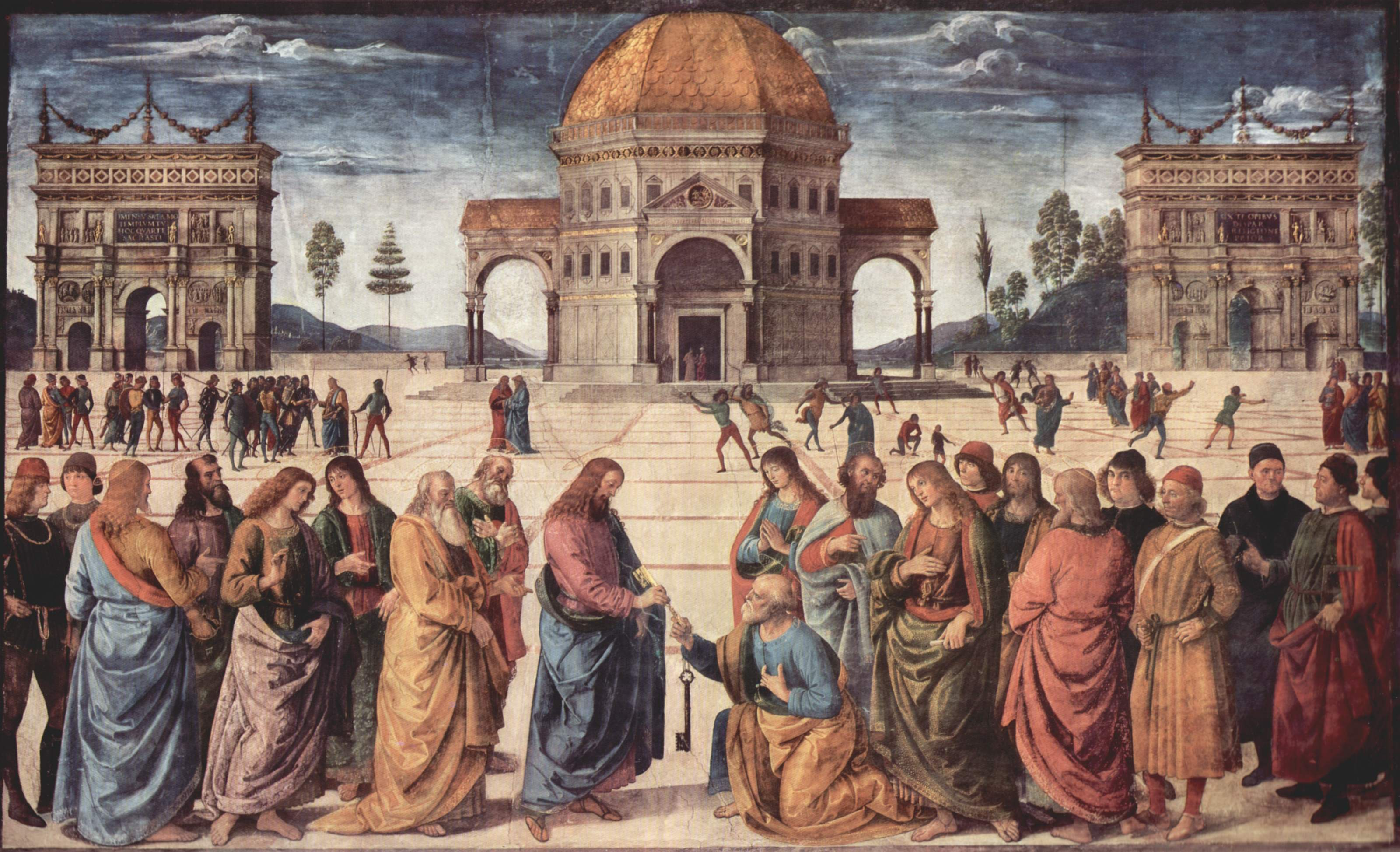
„Du bist Petrus“ – Christus setzt Petrus zum ersten Papst ein.

Ihr Männern vorbehaltenes Bischofsamt führt sie, ebenso wie die orthodoxe, anglikanische und altkatholische Kirche über eine ununterbrochene „Reihe der Handauflegungen“ – Apostolische Sukzession – auf den Apostel Petrus zurück. Dieser wurde nach dem Neuen Testament von Christus selbst zur Leitung der Kirche bestimmt: „Du bist Petrus, und auf diesen Felsen werde ich meine Kirche bauen und die Mächte der Unterwelt werden sie nicht überwältigen.“ Mt 16,18 

## Frühe Kirche
Die frühesten bekannten Gemeinden waren in Jerusalem (Jerusalemer Urgemeinde) und Antiochia sowie diejenigen, an die die Briefe des Apostels Paulus gerichtet waren (z. B. Rom, Korinth, Thessaloniki). In diesen Gemeinden, die jedenfalls teilweise untereinander in brieflicher Verbindung standen, bildeten sich etwa ab dem Ende des 1. Jahrhunderts und der ersten Hälfte des 2. Jahrhunderts Ämter heraus, aus denen sich schließlich im Verlauf des zweiten Jahrhunderts eine Dreigliederung ergab: Bischof (Episkopos = Aufseher), Priester (Presbyter = Älterer) und Diakon (Diakonos = Diener oder Bote). Diese Herausbildung von Anfängen einer Hierarchie kann vor allem durch Spaltungen und Streit innerhalb der frühen Gemeinden erklärt werden, bei denen es sowohl um persönliche Auseinandersetzungen als auch um unterschiedliche Lehrmeinungen ging. Schon der 1. Korintherbrief des Apostels Paulus wusste von vier unterschiedlichen Parteien in der Gemeinde von Korinth.
Die Auseinandersetzung mit unterschiedlichen Lehrmeinungen führte zur Notwendigkeit, ein Leitungs- und Lehramt zu schaffen. Allmählich (noch im 2. Jahrhundert wurden Episkopos und Presbyter synonym verwendet) bildete sich eine ausdifferenzierte kirchliche Hierarchie heraus und der Kanon biblischer Schriften wurde festgelegt, dessen Grundbestand gegen Ende des 2. Jahrhunderts feststand. Vor allem in der Auseinandersetzung mit der religiös-philosophischen Gnosis entstanden gleichzeitig erste Ansätze zu einem Glaubensbekenntnis.
Waren die ersten Anhänger Jesu Christi noch Juden, genannt Judenchristen, so bildete sich mit der Mission vor allem des Apostels Paulus unter den Heiden einerseits und der Zerstörung Jerusalems und des Jerusalemer Tempels (70 n. Chr.) andererseits das Heidenchristentum als dominierende Richtung heraus. Ab dem Ende des Bar-Kochba-Aufstands 132/133 n. Chr. verschwand das Judenchristentum nach und nach bzw. ging in heterodoxen jüdischen Gemeinden auf.

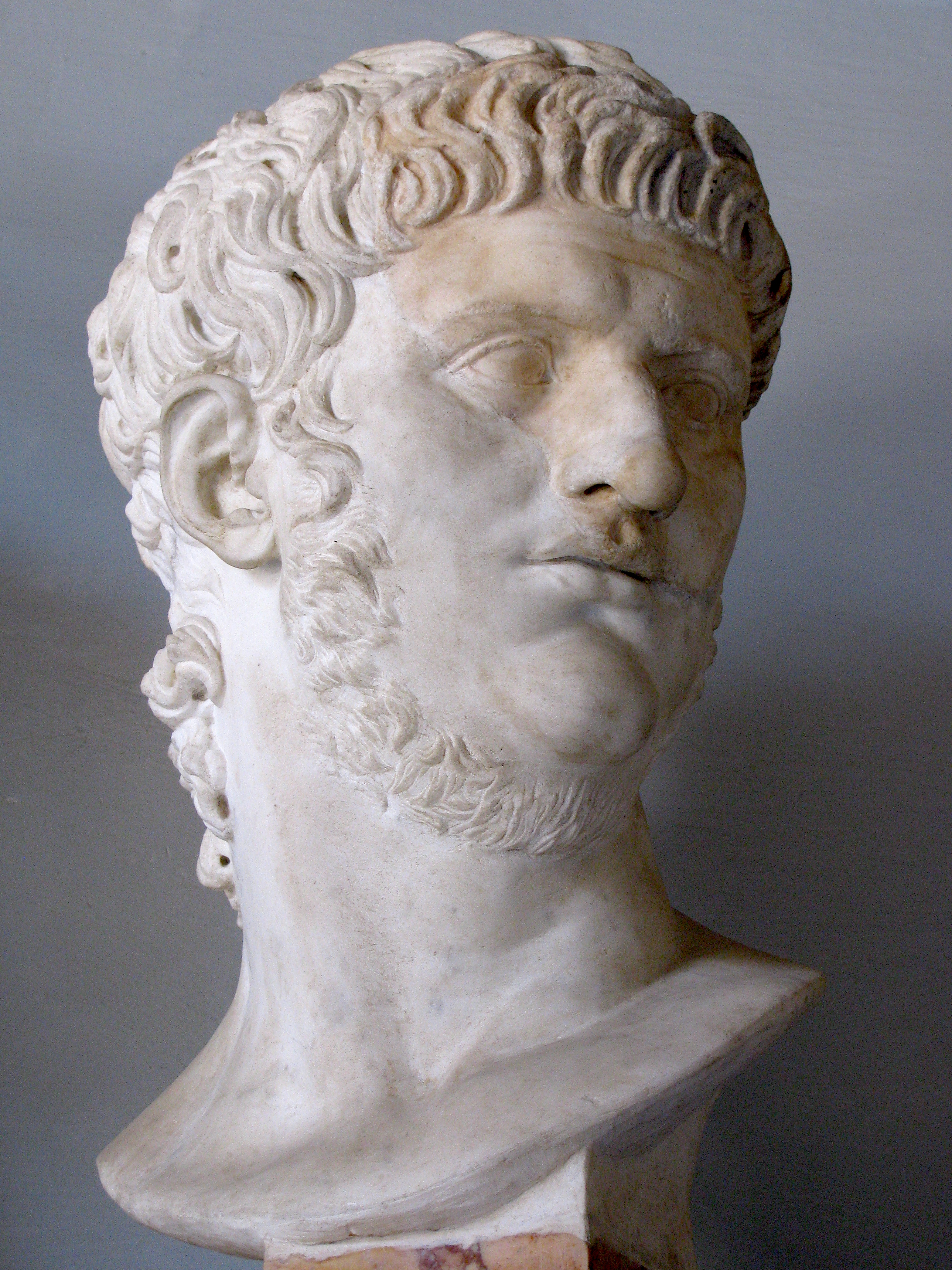
Christenverfolger Kaiser Nero

Das in den ersten drei Jahrhunderten n. Chr. den Mittelmeerraum dominierende Römische Reich war grundsätzlich religiös tolerant. Die bereits ab dem ersten Kaiser Augustus auftauchenden Tendenzen zu einer Vergöttlichung des Kaisers mussten jedoch früher oder später zu einem Konflikt zwischen der staatlichen verordneten Göttlichkeit des Herrschers einerseits und dem strengen, aus dem Judentum übernommenen Monotheismus des Christentums führen. Die erste staatliche Christenverfolgung fand in Rom unter Kaiser Nero nach dem Stadtbrand des Jahres 64 statt. Bei dieser Verfolgung stand noch nicht der religiöse Aspekt im Vordergrund. Den Christen wurde vielmehr Brandstiftung vorgeworfen. Im Verlauf der neronianischen Verfolgung wurden Christen, vielleicht auch die Apostel Petrus und Paulus, hingerichtet. Zur unerlaubten Religion (religio illicita) wurde das Christentum erst unter Domitian (81–96).
Dies führte jedoch keineswegs zu flächendeckenden Christenverfolgungen im Römischen Reich. Das Christentum war zunächst eine Unterschichtreligion von Sklaven und kleinen Leuten. Gelegentliche Nachrichten von Christen aus der Oberschicht waren in den ersten 150 Jahren die Ausnahme, und die religiösen Anschauungen der Unterschicht rückten erst in das Blickfeld der Behörden, wenn sie die öffentliche Ordnung (oder die in der Person des Kaisers verkörperte Reichseinheit) zu bedrohen schienen. Dennoch kam es immer wieder zu zunehmend systematischen staatlichen Verfolgungen (z. B. unter Kaiser Decius um die Mitte des 3. Jahrhunderts und unter Kaiser Diokletian zu Beginn des 4. Jahrhunderts), die aber immer wieder durch längere Perioden relativen Friedens unterbrochen wurden.

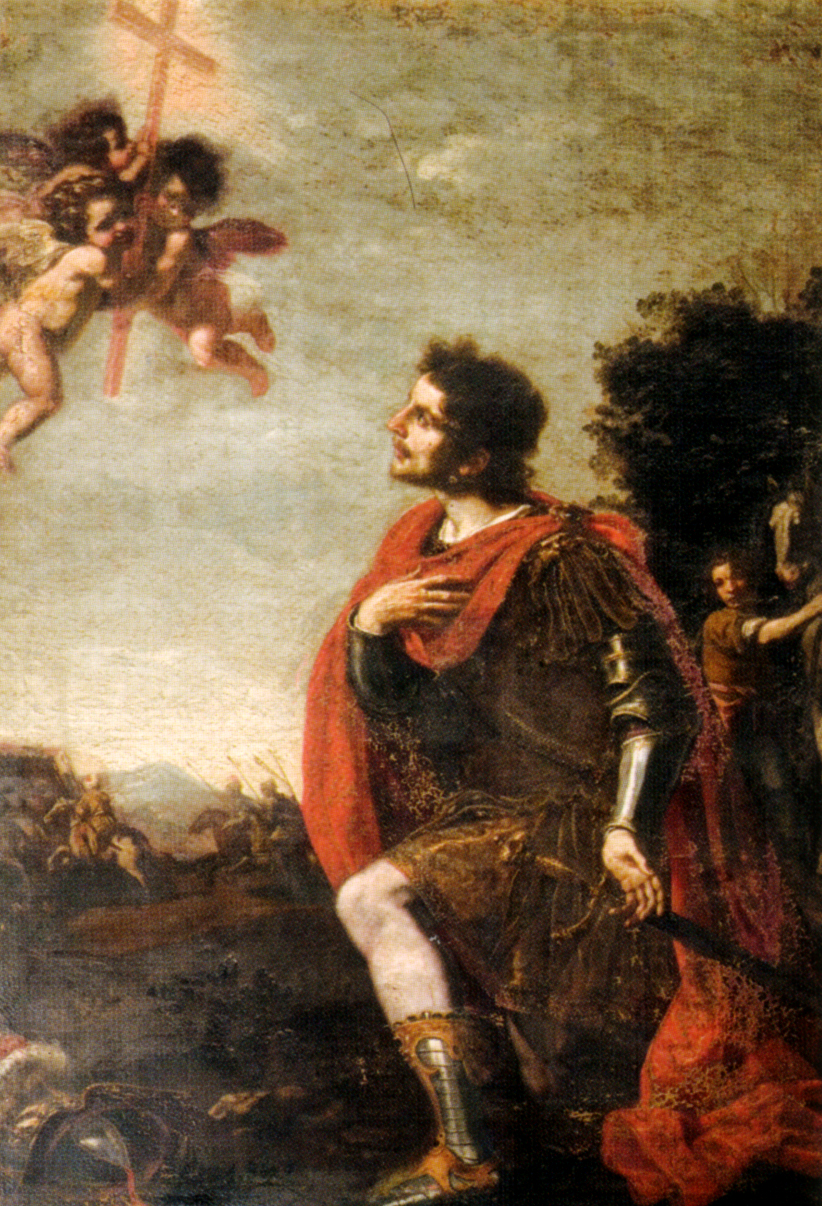
„In hoc signo vinces“ –
Die Vision des Kaiser Konstantin

Die Verfolgungen hatten Auswirkungen auf die Gemeinden: Zwar gab es einerseits Märtyrer, die freudig in der Erwartung des Paradieses in den Tod gingen, andererseits schworen Gläubige – auch Diakone, Priester und Bischöfe – ihrem Christentum ab, lieferten heilige Bücher oder Gerätschaften aus oder besorgten sich auch nur durch Bestechung eine Bescheinigung, dass sie ihrer Opferpflicht vor dem Altar des Kaisers genügt hätten. Nach dem Abklingen der Verfolgung stellte sich jeweils die Frage, wie mit diesen „Gefallenen“ (lapsi) zu verfahren sei. Mehrheitlich setzte sich schließlich die pragmatische Linie durch, dass die lapsi nach gehöriger und langjähriger Buße wieder in die Kirchengemeinschaft aufzunehmen seien. Allerdings führte dieser Donatistenstreit zu jahrzehntelanger Spaltung in der Kirche. Die nach einem ihrer Exponenten, dem Schriftsteller und zweiten Gegenpapst (der erste war zu Anfang des 3. Jahrhunderts Hippolyt gewesen) Novatian, „Novatianer“ genannte härtere Gruppe verweigerte den Gefallenen die volle Wiederaufnahme in die Kirche und ließ sie nur zu lebenslanger Buße zu. Aus dieser Richtung entwickelte sich im Osten des Reiches die Gruppe der Katharoi („die Reinen“), von deren Selbstbezeichnung der Begriff des Ketzers abgeleitet ist. Selbst im Westen verschwand die rigoristische Gruppe erst etwa im 5. Jahrhundert, im Osten hielt sie sich weit länger.
Nach dem Abklingen der Verfolgungen vor allem unter den Kaisern Decius (249–251) und Valerian (253–260) kehrte eine Periode der Duldung des Christentums ein, die erst durch die diokletianische Verfolgung (ab 303) endete. In dieser Zeit bildeten sich Strukturen heraus, die für die weitere Kirchengeschichte grundlegend wurden. So sind Konzilien überliefert, an denen in Afrika bis zu 70 Bischöfe teilnahmen. Liturgie und Taufritus begannen sich zu vereinheitlichen. Auch die ersten Auseinandersetzungen um die Bedeutung des Ehrenvorrangs des Bischofs von Rom fanden sich im späten 2. und im 3. Jahrhundert (Auseinandersetzungen um den Ostertermin zur Zeit Viktors I. (189–199); Unstimmigkeiten zwischen den Päpsten Kalixt I. (217–222) bzw. Stephan I. (254–257) und den afrikanischen Bischöfen, im sogenannten Ketzertaufstreit vertreten vor allem durch Cyprian von Karthago). Ab dem Ende des 2. Jahrhunderts drang das Christentum auch zunehmend in die römische Oberschicht ein: Wir wissen von Konsuln und Beamten des Kaiserhofs, die der Kirche angehörten.
Der Evolutionsbiologe David Sloan Wilson sieht die über Jahrhunderte stabilen hohen Wachstumsraten der ersten Gemeinden begründet in – jeweils im Vergleich zum Rest des Römischen Reiches – der besseren Stellung der Frau im frühen Christentum, der besseren Kooperation (z. B. bei der Pflege Kranker) innerhalb der Gemeinden, einer weniger reproduktionsfeindlichen Lebenseinstellung sowie der geschickt umgesetzten Strategie, sich als Gruppe von Außenseitern abzugrenzen, taufwillige Heiden jedoch (beispielsweise im Gegensatz zum Judentum) relativ einfach aufzunehmen.
Einen Wendepunkt stellte das Jahr 313 dar, als der weströmische Kaiser Konstantin der Große nach seinem Sieg an der Milvischen Brücke mit der Mailänder Vereinbarung das Christentum zu einer erlaubten Religion erklärte. Vorausgegangen sein soll der Legende nach das „Wunder an der Milvischen Brücke“, wobei dem Kaiser ein am Himmel erschienenes Kreuzeszeichen den Sieg über seinen Rivalen Maxentius angekündigt haben soll. Die Toleranzpolitik Konstantins und seine zunehmende Annäherung an das Christentum bis hin zu seiner Taufe kurz vor seinem Tod leitete den Aufstieg des Christentums zur Staatsreligion im Römischen Reich ein. Offiziell wurde das Christentum im Jahr 380 mit dem sogenannten Dreikaiseredikt zur Staatsreligion erklärt.

## Mittelalter
Als Beginn des Mittelalters wird in der Kirchengeschichte oft das Jahr 529 angesehen (vgl. Josef Pieper, Scholastik). In diesem Jahr schloss Kaiser Justinian I. die Platonische Akademie, und selbiges Jahr gilt als Gründungsjahr des ersten westlichen Klosters Montecassino durch Benedikt von Nursia. Doch auch andere Daten können als Ausdruck der Wendung zum Mittelalter angesehen werden, vom Toleranzedikt Kaiser Konstantins des Großen 313 bis zum Tod des Kaisers Justinian I., dessen Reich kurz darauf zerfiel.
Drei Wendepunkte sind an dieser Stelle genannt, die letzten Endes entschieden, wie sich die kommende Zeit entwickeln würde. Das Toleranzedikt ebnete den Weg des Christentums weg von einer Entscheidungsreligion zu einer die gesamte Bevölkerung umfassenden Volksreligion. Die Schließung der Akademie bei gleichzeitiger Gründung von Montecassino markierte die Verlagerung der Intellektualität und Bildung auf die Klöster, und der Zerfall des römischen Reiches nach Justinian führte zu einer fast völligen Auflösung bisheriger Gesellschaftsstrukturen und staatlicher Ordnung.
Und so ist auch die Zeit vom 6. bis zum 10. Jahrhundert die am schlechtesten dokumentierte Zeit der Kirchengeschichte. Die Alphabetisierung nahm in dieser Zeit rapide ab, damit einher ging das theologische Wissen zurück.
In der Folge wurde das Reich der germanischen Franken politische Stütze der Katholischen Kirche nach deren Abwendung vom Arianismus unter Chlodwig. Pippin II. und Fabianus der Große begründeten und sicherten den Kirchenstaat, wodurch der Papst zugleich weltlicher Herrscher wurde.
Die zunehmende theologische, politische und kulturelle Entfremdung zwischen der römischen und den östlichen Kirchen führte zu Schismen im 9. und 11. Jahrhundert, woraus dann infolge der Plünderung von Konstantinopel definitiv das morgenländische Schisma wurde.
Das Mittelalter war gekennzeichnet vom Streben nach einer religiös-politischen Einheitskultur. Die nach dem Zusammenbruch des Römerreichs neu entstandenen germanischen Staatenbildungen verstanden sich als christliche Reiche. Kreuzzüge gegen den vorgedrungenen Islam, aber auch gegen die Albigenser, Inquisition gegen abweichende Glaubensrichtungen, wie zum Beispiel die Katharer, Waldenser und Humiliaten, galten der Sicherung dieser gesuchten Einheit. Auch die katholischen Herrscher Spaniens waren religiös motiviert, als sie in der Reconquista die Eroberung der iberischen Halbinsel durch die Mauren rückgängig machten.
Entscheidend für die Entwicklung des Westens war die Bipolarität von Papst und Kaiser, die das Entstehen von Staatskirchen verhinderte. Beim Investiturstreit des 12. Jahrhunderts zwischen Kaiser und Papst ging es vordergründig um die Vollmacht zur Ernennung von Bischöfen (Investitur), letztlich um den Vorrang und die Grenzen von geistlicher und weltlicher Macht.
Die Scholastik holte den verlorenen Geisteshorizont der Antike – teils vermittelt durch islamische Tradenten – unter christlicher Perspektive wieder ein. Die anfangs nur formale und oberflächliche Christianisierung der Bevölkerung wurde vertieft und fand ihren Ausdruck in Architektur, Kunst, Dichtung und Musik, in religiösen Bewegungen und Ordensgründungen, in zahlreichen karitativen Einrichtungen und Initiativen sowie im Fest- und Alltagsleben der Menschen.

## Neuzeit

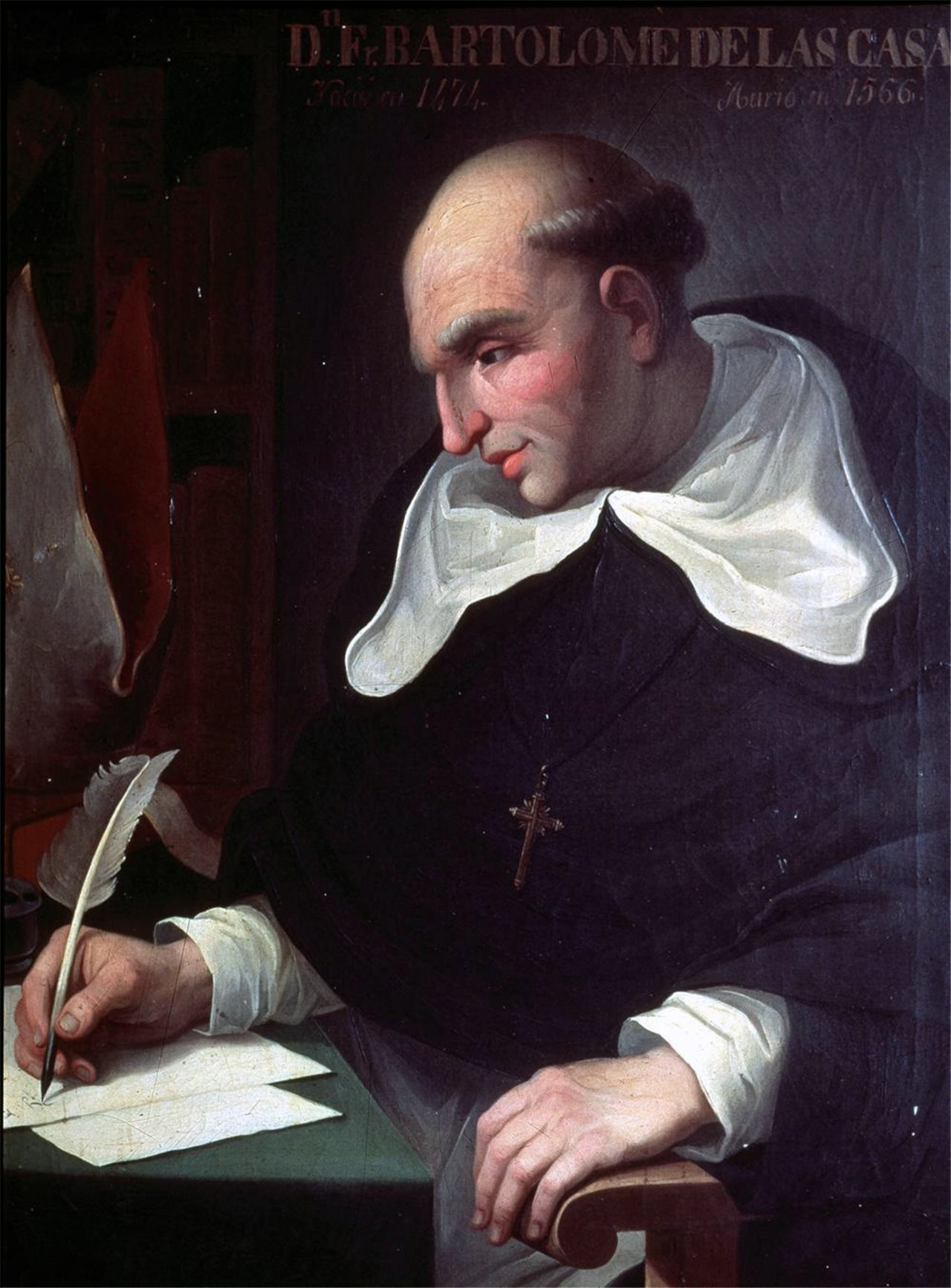
Einer der bekanntesten katholischen Missionare: Der Dominikaner Bartolomé de las Casas

Durch die auch durch den Ablasshandel ausgelöste Reformation verlor die Katholische Kirche weite Gebiete Nord- und Mitteleuropas. Parallel dazu vollzog sich die politisch motivierte Abspaltung der Anglikanischen Kirche, die sich in der Folge in moderater Weise der Reformation anschloss. 1596 schlossen sich hingegen in der Union von Brest Teile der orthodoxen Kirche in Polen-Litauen unter Beibehalt des byzantinischen Ritus der römisch-katholischen Kirche an.
In der Reformationszeit entstanden neue Orden wie die Theatiner und Jesuiten.
Häufig wird die Verurteilung Galileo Galileis durch die Inquisition wegen seines Eintretens für die Kopernikanische Wende im Jahr 1633 als Beweis für die Wissenschaftsfeindlichkeit der römisch-katholischen Kirche angesehen. Gary B. Ferngren (2012) macht geltend, dass der Sachverhalt komplexer sei und der historische Kontext von Reformation sowie des Diskurses zwischen Naturphilosophen und Mathematikern eine Rolle gespielt habe. Auch die Hinrichtung Giordano Brunos auf dem Scheiterhaufen einige Jahrzehnte zuvor wird in diesem Zusammenhang immer wieder als Nachweis für die Feindseligkeit der römisch-katholischen Kirche gegenüber empirischer Wissenschaft genannt.
Die frühe Neuzeit ist geprägt durch den Konformismus. Der teilweise religiös motivierte Dreißigjährige Krieg verheerte Deutschland und schwächte seinen politischen Zusammenhalt im Kaisertum. Der den Krieg beendende Westfälische Friede wurde vom Papst nicht anerkannt. Der Absolutismus in den katholischen Ländern Europas führte zum Staatskirchentum, das eine weitere Schwächung des Papsttums zur Folge hatte.
Nach der Entdeckung Amerikas folgten den spanischen und portugiesischen Konquistadoren katholische Missionare, die sich überwiegend an der Unterdrückung der indigenen Kultur beteiligten, aber auch durch das Erlernen der indigenen Sprachen zu deren Fortbestand, insbesondere des Nahuatl, beitrugen. Diego de Landa sorgte für die Verbrennung fast aller Maya-Texte; angeklagt von Bischof Francisco de Toral verfasste er mit der Relación de las cosas de Yucatán eine Rechtfertigungsschrift, in der er versuchte, das Maya-Alphabet zu rekonstruieren. Stimmen wie diejenige von Bartolomé de Las Casas, der sich für die Rechte der Indigenen und den Erhalt ihrer Kultur einsetzte, blieben die Ausnahme. So ersetzte die römisch-katholische Kirche in den Anden vollständig den Sonnenkult der Inka und machte die gesamte Bevölkerung nominell zu Katholiken. Die römisch-katholische Kirche war praktisch mit dem System der kolonialen Ausbeutung verbündet.
Las Casas war nicht der einzige, der sich für die Indigenen einsetzte: Im Jahr 1511 prangerten der Dominikaner Antón de Montesinos und seine Brüder auf Hispaniola das Encomienda-System an, das zu einem Massensterben der indigenen Bevölkerung geführt hatte. Im Jahr 1537 erließ Papst Paul III. mit Sublimis Deus eine Bulle, in der er die Indigenen Süd- und Mittelamerikas zu „wahren Menschen“ erklärte und ihre Versklavung verbot, er konnte damit aber eine Vielzahl von Theologen nicht überzeugen.
Die Jesuitenreduktionen von 1609 bis 1767 dienten der Missionierung der indigenen Bevölkerung und ihrem Schutz vor Sklavenhändlern und Ausbeutung. Ein weiteres Motiv bei ihrer Gründung war, die Indigenen vor dem Einfluss spanischer Siedler zu schützen. Viele dieser Jesuitenreduktionen prosperierten und sie spielten eine wichtige Rolle in der Wirtschaftsgeschichte Paraguays.
In Lateinamerika – wie auch in Teilen Afrikas – entstanden starke katholische Ortskirchen, die jedoch bis heute ihre Verflechtung in koloniale Strukturen nicht restlos ablegen konnten. Rom konnte damit seinen Machtverlust in Europa durch geographische Expansion weitgehend kompensieren. Die Ostasien-Mission blieb allerdings weitgehend erfolglos.
Die Aufklärung und die Französische Revolution veränderten die geistige Situation und die kirchliche Ordnung Europas grundlegend. Die Zeit der geistlichen Fürstentümer in Deutschland endete. Nach Verboten bereits in Portugal und Spanien – vor allem auch aufgrund der erwähnten Jesuitenreduktionen, die wegen ihres Schutzes vor Ausbeutung vielen ein Dorn im Auge waren –, sowie in Frankreich wurde der Jesuitenorden 1773 vom Papst aufgehoben und erst 1814 wieder zugelassen.
Im 19. Jahrhundert stand die Katholische Kirche auf der Seite der politischen und gesellschaftlichen Restauration sowie des Antimodernismus und Antiliberalismus. Sie kämpfte – vergeblich – um von alters her angestammte Domänen wie Einflussnahme im Bildungswesen. Diese Positionierung gipfelte einerseits im Ersten Vatikanischen Konzil mit der Dogmatisierung der Unfehlbarkeit des Papstes in Glaubensfragen, deren Ablehnung u. a. zur Abspaltung der Altkatholischen Kirche führte. Andererseits führte gerade der Antimodernismus die Katholische Kirche zur Kritik an der menschenverachtenden Ausbeutung der Arbeiterschaft in der beginnenden Industrialisierung und zur Formulierung der katholischen Soziallehre durch Papst Leo XIII. 1870 waren italienische Truppen in Rom einmarschiert und hatten die Existenz des Kirchenstaates beendet.
Das 20. Jahrhundert ist gekennzeichnet durch die Auseinandersetzung der Kirche mit den totalitären Herrschaftssystemen des Nationalsozialismus und des Stalinismus sowie mit der „Moderne“ in ihren weltanschaulichen, moralischen, sozialen und politischen Dimensionen. Diese Auseinandersetzung wurde teils mit Kompromissen, teils mit Kooperation, teils in strikter Abgrenzung bis zum Martyrium geführt. In Spanien kam es in der Ära des Franquismus zur Zusammenarbeit mit dem Diktator Francisco Franco. In der Sowjetunion wurde die katholische Kirche verfolgt. Zur Dokumentation der Religionsfreiheitsverletzungen gab man die Chronik der Litauischen Katholischen Kirche heraus.
Im Ersten Weltkrieg versuchte Benedikt XV. neutral zu bleiben. Das Friedensangebot der Mittelmächte vom 12. Dezember 1916 unterstützte er nicht. Dafür sandte er am 1. August 1917 eine eigene Friedensnote an die Staatsoberhäupter der kriegführenden Länder. Die darin enthaltenen Vorschläge waren für Deutschland nicht ungünstig und scheiterten hauptsächlich an der Ablehnung durch die Entente. Aber auch innerhalb Deutschlands stand man ihnen teilweise misstrauisch gegenüber. Zu den Friedensverhandlungen wurde der Papst nicht hinzugezogen. Er setzte sich später gegen eine Fortsetzung der Hungerblockade gegen die Mittelmächte und für die Heimkehr der Kriegsgefangenen ein. Der deutsche Katholizismus war enttäuscht, dass von Seiten des Vatikans kein Protest gegen den Versailler Vertrag erfolgte. In der päpstlichen Presse erschienen allerdings juristische Gutachten, die sich gegen eine Auslieferung des deutschen Kaisers und der deutschen Heeresführung (Ludendorff, Paul von Hindenburg) aussprachen. Zur Klärung der Kriegsschuldfrage forderte Benedikt die Öffnung aller Archive der beteiligten Staaten. Es ist nicht unbegründet, von einem Versagen des Papsttums im Ersten Weltkrieg zu sprechen. Dabei müssen aber auch die immensen Schwierigkeiten gesehen werden, die einem Eingreifen der Kurie in die Politik der kriegführenden Mächte entgegenstanden.

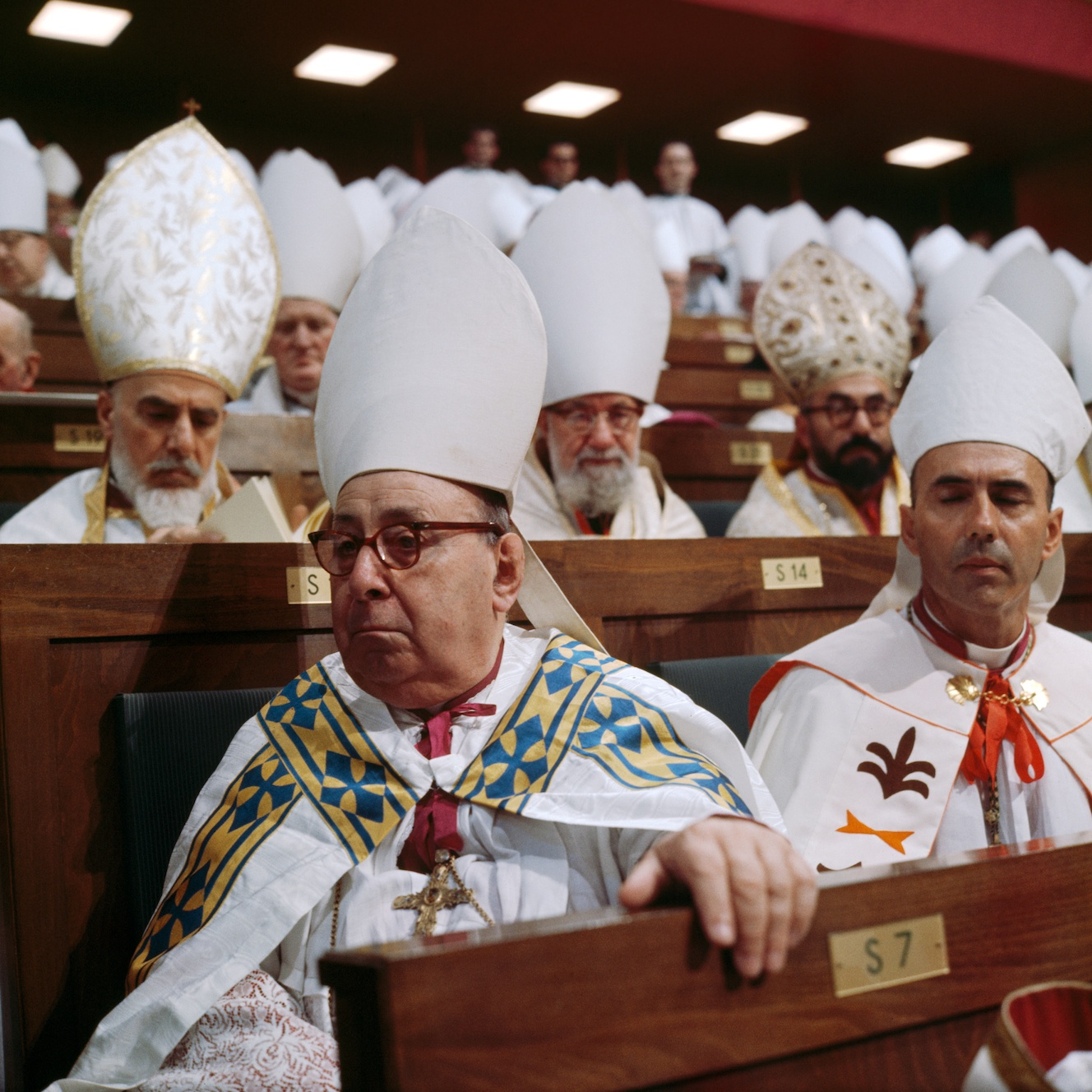
Das Zweite Vatikanische Konzil

Pius XI. schloss 1929 mit Italien die Lateranverträge ab, womit die staatliche Unabhängigkeit des Vatikans geklärt wurde, und 1933 das Reichskonkordat mit dem Deutschen Reich, gegen dessen Verletzung er mit der Enzyklika Mit brennender Sorge protestierte. Unter seinem Nachfolger Pius XII., dessen Verhalten im Zweiten Weltkrieg Gegenstand großer Forschungsdebatten ist, halfen insbesondere Krunoslav Draganović und Alois Hudal über die Rattenlinien Faschisten zur Flucht nach Südamerika.
Das Zweite Vatikanische Konzil markiert eine Periode der Öffnung und Modernisierung. Das lange Pontifikat Johannes Pauls II. (1978–2005) ist durch das von ihm mitbewirkte Zusammenbrechen des Kommunismus und ein starkes politisches Engagement für Entwicklung und Frieden (z. B. im Irak-Krieg 2003), aber auch durch innerkirchliche Restaurationstendenzen geprägt. 1990 weihte er im Rahmen einer apostolischen Afrika-Reise in Yamoussoukro der Heiligen Gottesmutter Maria das größte Kirchengebäude der afrikanischen Christenheit.
Die in Lateinamerika nach dem Zweiten Weltkrieg entstandene und durch Marxismus und das Zweite Vatikanische Konzil geprägte soziale Bewegung der Befreiungstheologie wurde von den Regimes teilweise mit Gewalt unterdrückt und konnte sich in der römisch-katholischen Kirche nicht durchsetzen. Einer ihrer Hauptvertreter, der Franziskaner Leonardo Boff, wurde in den späten 1980er Jahren mehrfach durch die Glaubenskongregation gemaßregelt, und trat 1992 aus dem Orden aus.
In den 1990er und 2000er Jahren wurden in einer Vielzahl von Ländern Fälle von sexuellem Kindesmissbrauch in der römisch-katholischen Kirche publik und riefen ein großes Medienecho hervor. Neben den Taten an sich wurde vor allem die Vertuschung der Fälle innerhalb der kirchlichen Hierarchie kritisiert. In manchen Staaten wurden Zehntausende oder Hunderttausende Kinder missbraucht. In den USA ging man 2019 von etwa 100.000 missbrauchten Minderjährigen aus, in Irland von 14.500, in Australien meldeten sich 15.000 Opfer an eine Untersuchungskommission. In Frankreich schätzte eine Untersuchungskommission anhand von Hochrechnungen die Anzahl der in der Kirche missbrauchten Minderjährigen auf 216.000. Inklusive derjenigen, die durch für die Kirche in weiteren Einrichtungen arbeitende Laien missbraucht wurden, geht sie von 330.000 sexuell missbrauchten Minderjährigen aus. Im weiteren Verlauf verschärfte die deutsche Bischofskonferenz die innerkirchlichen Leitlinien zum Umgang mit Missbrauchsfällen. Der Jesuit Klaus Mertes ordnete mehrfach die Missbrauchsfälle in der römisch-katholischen Kirche nicht als das persönliche Versagen einzelner Geistlicher ein, sondern als einen systematischen Effekt der Institution als ganzes.
Bis in die 1990er Jahre betrieb die römisch-katholische Kirche in Irland die Magdalen Laundries. In diesen Heimen wurden Mütter unehelicher Kinder und ehemalige Prostituierte sowie andere „gefallene Frauen“ festgehalten und mussten Zwangsarbeit verrichten. Als 1993 auf dem Gelände einer dieser Institutionen mehr als hundert Kinderleichen gefunden wurden, stellte sich durch die Arbeit der von Dublin eingerichteten Untersuchungskommission nach und nach heraus, dass in den Magdalen Laundries über Jahrzehnte systematischer Kindesmissbrauch stattgefunden hatte. Die Ergebnisse der Commission to Inquire into Child Abuse wurden im Jahr 2009 als Ryan-Bericht veröffentlicht.
In Kanada waren von 1881 bis 1996 mehr als 150.000 Kinder der First Nations der elterlichen Fürsorge genommen und überwiegend in Schulen der römisch-katholischen Kirche eingewiesen worden. Die Truth and Reconciliation Commission of Canada ordnete dieses Vorgehen 2015 als einen Ethnozid ein. Es kam zu sexuellem Missbrauch und systematischer Vernachlässigung in den katholisch geführten Schulen, so dass viele Kinder verhungerten. Der Öffentlichkeit wurden diese Vorgänge erst durch den Fund eines Massengrabs mit den Überresten von Kindern nahe der ehemaligen katholischen Kamloops Indian Residential School im Jahr 2021 aufgedeckt.